# Лепілемур
Лепілемур — єдиний рід приматів родини лепілемурових (Lepilemuridae). Останні дослідження показують, однак, тісний зв'язок з вимерлим родом Megaladapis, що виділений в окрему родину, Megaladapidae. Тварини живуть тільки на Мадагаскарі.

## Зовнішній вигляд
Вони малого й середнього розміру, вагою 500–900 грамів. Вони досягають довжини тіла від 30 до 35 сантиметрів, хвіст від 26 до 31 сантиметрів. Мають відносно коротку, загострену голову з великими округлими вухами. Голова сидить на короткій шиї, очі збільшені нічного способу життя. Більшість видів коричневі або сірі на верхніх частинах тіла а знизу білуваті. Їхні ноги лише злегка подовжені. Їхні задні кінцівки, особливо довгі й потужні, і вони мають великий досвід вертикальні чіплянь-і-стрибань. Зубна формула: I 0/2, C 1/1, P 1/1, M 3/3 = 32.

## Поширення
Живуть виключно на острові Мадагаскар у різних типах лісу, як сухих західних лісах так і східних тропічних лісах.

## Поведінка
Харчуються в основному листям, і в тому числі деякими квітами, фруктами і корою. Вони в основному солітарні, але їхня густина населення може бути напрочуд високою. Самці мають більше території, ніж самиці, і території самців перекривають території кількох самиць. Особини однієї статі захищають територій один проти одного, використовуючи вокалізації, погоні, і навіть боротьбу.

## Розмноження
У період з вересня по грудень після 120–150-денного періоду вагітності, один малюк народжується, який часто доглядається в гнізді в дуплі дерева. Годуються молоком чотири місяці, але залишаються у віці до одного року зі своєю матір'ю. Приблизно у півтора років вони стають статевозрілими. У неволі можуть жити 12 років.

## Загрози
Основні загрози приходять від втрати середовища існування та полювання.

## Види
- Lepilemur mustelinus I. Geoffroy, 1851 типовий
- Lepilemur ruficaudatus A. Grandidier, 1867
- Lepilemur dorsalis Gray, 1870
- Lepilemur edwardsi Forbes, 1894
- Lepilemur leucopus (Major, 1894)
- Lepilemur microdon (Forsyth Major, 1894)
- Lepilemur ankaranensis Rumpler & Albignac, 1975
- Lepilemur septentrionalis Rumpler & Albignac, 1975
- Lepilemur aeeclis Andriaholinirina et al., 2006
- Lepilemur ahmansonorum Louis Jr. et al., 2006
- Lepilemur betsileo Louis Jr. et al., 2006
- Lepilemur fleuretae Louis Jr. et al., 2006
- Lepilemur grewcockorum Louis Jr. et al., 2006
- Lepilemur hubbardorum Louis Jr. et al., 2006
- Lepilemur jamesorum  Louis Jr. et al., 2006
- Lepilemur milanoii Louis Jr. et al., 2006
- Lepilemur mittermeieri Rabarivola et al., 2006
- Lepilemur petteri Louis Jr. et al., 2006
- Lepilemur randrianasoloi Andriaholinirina et al., 2006
- Lepilemur sahamalazensis Andriaholinirina et al., 2006
- Lepilemur seali Louis Jr. et al., 2006
- Lepilemur tymerlachsoni Louis Jr. et al., 2006
- Lepilemur wrightae Louis Jr. et al., 2006
- Lepilemur otto Craul et al., 2007
- Lepilemur scottorum Lei et al., 2008
- Lepilemur hollandorum Ramaromilanto et al., 2009